# Воскресенский, Сергей Флегонтович
Серге́й Флего́нтович Воскресе́нский (4 (16) марта 1862 — 26 февраля 1933, Москва) — московский архитектор. Наиболее известные постройки создал в формах упрощённого, рационального модерна и неоклассицизма в 1903—1915 годах. Младший брат архитектора Флегонта Флегонтовича Воскресенского.

## Биография
Окончил Московское училище живописи, ваяния и зодчества; в 1887 году получил право производства строительных работ. Служил в благотворительных обществах, с началом XX века был востребован частными заказчиками — застройщиками доходных домов. Наиболее известен его дом на Покровском бульваре, 4 (дом УпДК). Перестраивал церкви; крупнейшая сохранившаяся храмовая постройка — колокольня св. Николая Чудотворца на Долгоруковской улице. В мастерской Воскресенского работал архитектор Н. С. Курдюков.
В 1922 году был привлечён к уголовной ответственности вместе со священником церкви Иоанна Воина на Божедомке Голубевым и диаконом Успенским за «открытое произнесение … с амвона церкви Иоанна Воина в период изъятия церковных ценностей проповеди контрреволюционного содержания, призывающей массы к выражению недоверия деятельности органов Советской власти».
Несмотря на это, сумел продолжить профессиональную деятельность, занимался ремонтом Большого и Малого театров.
Похоронен в Донском монастыре.

## Сохранившиеся постройки
- 1890-e — доходный дом, улица Щепкина, 32 стр. 1, совместно с Н. А. Тютюновым
- 1898 — Лечебница О. Г. фон Шимана на территории усадьбы М. Г. Спиридова — Ф. К. Рюхардт, Яузский бульвар, 9/6 (Большой Николоворобинский переулок, 6/9)[3]
- 1901 — трапезная церкви Сошествия Святого Духа на Лазаревском кладбище, улица Советской Армии, 14 (сама церковь приписывается Никола Леграну)
- 1903 — доходный дом, улица Покровка, 35
- 1903 — доходный дом, Спасопесковский переулок, 5/2 — Карманицкий переулок, 2/5
- 1904 — колокольня церкви Николая Чудотворца в Новой Слободе, Долгоруковская улица, 23
- 1905 — доходный дом, улица Пречистенка, 33
- 1905 — доходный дом П. К. Такке, Подсосенский переулок, 8 стр. 1
- 1907 — особняк М. П. Беляева — А. С. Панафидиной, Лялин переулок, 14[4]
- 1908 — доходный дом В. А. Кириллова, Садовническая улица, 4
- 1909 — особняк А. В. Рериха, Малый Харитоньевский переулок, 10
- 1911 — доходный дом, 1-я Тверская-Ямская улица, 27

- 1911 — доходный дом, Токмаков переулок, 7
- 1912 — доходный дом, Даев переулок, 6
- 1912 — доходный дом И. А. Страхова, Лялин переулок, 6 (совместно с C. А. Власьевым)
- 1912 — Храм Иерусалимской иконы Божией Матери за Покровской заставой, улица Талалихина, 24
- 1913 — доходный дом, Покровский бульвар, 4
- 1913 — доходный дом, Пречистенский переулок, 22/4
- 1913 — доходный дом, Лесная улица, 41
- 1913 — особняк П. А. Бачуриной — И. Е. Смирнова, Новокузнецкая улица, 40 (правая часть)
- 1913 — дом Е. Д. Свешниковой, Новокузнецкая улица, 29
- 1913 — особняк Н. С. Андре, Гончарная улица, 23
- 1915 — доходный дом М. А. Страхова, Садовая-Самотёчная улица, 7
- 1915 — доходный дом Ф. А. Астахова, Динамовская улица 1 / Воронцовская улица, 50
- 1915 — доходный дом М. М. Малышева, улица Большая Полянка, 46/1 (главный архитектор Г. А. Гельрих)
- 1920-е — жилой дом, Денежный переулок, 11
- 1931 — надстройка и новый корпус дома по Плющихе, 31[источник не указан 2713 дней]